# Made By Maceo
 (mars 2021).
Si vous disposez d'ouvrages ou d'articles de référence ou si vous connaissez des sites web de qualité traitant du thème abordé ici, merci de compléter l'article en donnant les références utiles à sa vérifiabilité et en les liant à la section « Notes et références ».
Albums de Maceo Parker
dial: MACEO
(2000) School's In
(2005)
Made By Maceo est le 12e album de Maceo Parker, sorti en 2003.

## Titres
1. Come By and See avec la participation de Candy Dulfer
2. Off the Hook
3. Hats Off to Harry
4. Quick Step
5. Those Girls avec la participation de son fils Corey Parker
6. Moonlight in Vermont (J.Blackbum / K.Suessdorf)
7. Lady Luck (L. Price / H. Logan)
8. Don't Say Goodnight
9. Once You get Started avec la participation de Candy Dulfer
10. Those Girls (version instrumentale)
11. Lady Luck Reprise (L. Price / H. Logan)